# Sphaeronectidae
Famille
Les Sphaeronectidae sont une famille de siphonophores (hydrozoaires coloniaux pélagiques).

## Liste des genres
Selon World Register of Marine Species (2 mars 2019) :
- genre Sphaeronectes Huxley, 1859

## Publication originale
(en) Thomas Henry Huxley, The oceanic Hydrozoa; a description of the Calycophoridae and Physophoridae observed during the voyage of H.M.S. "Rattlesnake", in the years 1846-50, Londres, The Ray Society, 1859, 143 p. (lire en ligne).